# Banjo Paterson
Andrew Barton "Banjo" Paterson (17 de fevereiro de 1864 - 5 de fevereiro de 1941)  era um famoso poeta, jornalista e autor da Austrália. Ele escreveu muitas baladas e poemas sobre a vida australiana, focando, particularmente, na área rural e áreas fora da cidade, incluindo os distritos em torno de Binalong, em Nova Gales do Sul, onde ele viveu durante a maioria da sua infância. Os mais notáveis poemas de Paterson inclui: "Waltzing Matilda", "The Man from Snowy River" e "Clancy of the Overflow".

## Relações externas
- Biografia de A.B. "Banjo" Paterson
- Árvore genealógica
- Fotos de Banjo Paterson no memorial Orange NSW